# Страуд (Оклахома)
Страуд (англ. Stroud) — місто (англ. city) в США, в округах Лінкольн і Крік штату Оклахома. Населення — 2719 осіб (2020).

## Географія
Страуд розташований за координатами 35°46′8″ пн. ш. 96°39′0″ зх. д. / 35.76889° пн. ш. 96.65000° зх. д. (35.768875, -96.650070).  За даними Бюро перепису населення США в 2010 році місто мало площу 32,45 км², з яких 29,67 км² — суходіл та 2,78 км² — водойми.

## Демографія
Згідно з переписом 2010 року, у місті мешкало 2690 осіб у 1102 домогосподарствах у складі 709 родин. Густота населення становила 83 особи/км².  Було 1328 помешкань (41/км²).
Расовий склад населення:
| - 83,5 % — білих - 8,0 % — корінних американців - 2,5 % — чорних або афроамериканців - 0,3 % — азіатів |

До двох чи більше рас належало 4,9 %. Частка іспаномовних становила 2,7 % від усіх жителів.
За віковим діапазоном населення розподілялося таким чином: 25,0 % — особи молодші 18 років, 56,6 % — особи у віці 18—64 років, 18,4 % — особи у віці 65 років та старші. Медіана віку мешканця становила 39,5 року. На 100 осіб жіночої статі у місті припадало 89,3 чоловіків;  на 100 жінок у віці від 18 років та старших — 84,7 чоловіків також старших 18 років.
Середній дохід на одне домашнє господарство  становив 57 252 долари США (медіана — 40 144), а середній дохід на одну сім'ю — 73 415 доларів (медіана — 54 438). Медіана доходів становила 44 728 доларів для чоловіків та 31 713 долари для жінок. За межею бідності перебувало 14,1 % осіб, у тому числі 19,0 % дітей у віці до 18 років та 8,2 % осіб у віці 65 років та старших.
Цивільне працевлаштоване населення становило 1126 осіб. Основні галузі зайнятості: освіта, охорона здоров'я та соціальна допомога — 28,7 %, виробництво — 11,7 %, сільське господарство, лісництво, риболовля — 11,2 %.